# Suuri-Petäinen
Suuri-Petäinen eller Petäinen är en sjö i Finland. Den ligger i kommunen Sotkamo i landskapet Kajanaland, i den centrala delen av landet, 400 km norr om huvudstaden Helsingfors. Suuri-Petäinen ligger 175,6 meter över havet. I omgivningarna runt Suuri-Petäinen växer i huvudsak blandskog. Den är 6,19 meter djup. Arean är 3,63 kvadratkilometer och strandlinjen är 10,64 kilometer lång. Sjön  ingår i Vuoksens huvudavrinningsområde. 